# El Tabo
El Tabo é uma comuna da província de San Antonio, localizada na Região de Valparaíso, Chile. Possui uma área de 98,8 km² e uma população de 7.028 habitantes (2002).